# La Couarde-sur-Mer
La Couarde-sur-Mer é uma comuna francesa na região administrativa da Nova Aquitânia, no departamento de Charente-Maritime. Estende-se por uma área de 8,80 km². Em 2010 a comuna tinha 1 191 habitantes (densidade: 135,3 hab./km²).